# Bengt Olof Wennerberg
Bengt Olof Wennerberg född 20 augusti 1918 i Västerås, död 14 juli 2000, var en svensk tecknare och illustratör, även känd under pseudonymen Bowen. Bowen har bland annat illustrerat serien Tusen och en natt i Vecko-Revyn, omslagen till serietidningen Mika, serieversionen av Anderssonskans Kalle, omslagen till 50 av pocketböckerna om Kjell E. Genbergs västernhjälte Ben Hogan, varit verksam som reklamtecknare, och gjort tusentals illustrationer till Svenska Mad.
Bowen var en skicklig illustratör och tecknare, och uträttade bland annat ett stort arbete som tecknare till serien Tusen och en natt som löpte under många år i Vecko-Revyn. Denna serie tog han över efter Bovil 1949. Han var även verksam som reklamtecknare. Ett av de mera spridda verken var vikingaskeppet på Explorer Vodka-flaskan.
Under tidningen Svenska Mad:s storhetstid var Bowen en av de mer aktiva medarbetarna. Han var också en duktig målare. Enligt en anekdot ska han som ateljéchef på en reklamfirma ha fått i uppdrag att ta reda på vilka tjänster man kunde dra in för att spara pengar. Den enda Bowen kom fram till att man kunde vara utan var Bowen själv, så han slutade.
Bowen var verksam långt in i hög ålder. Under många år ledde han långt in på 1990-talet en tecknar- och målarkurs för anställda och frilansare inom Bonnier-förlagen.

## Filmmedverkan
- 1973 – Anderssonskans Kalle i busform